# Pericorus piliger
Pericorus piliger – gatunek chrząszcza z rodziny kózkowatych i podrodziny zgrzypikowych. Jedyny przedstawiciel rodzaju Pericorus.

## Taksonomia
Do gatunku Pericorus piliger należą dwa podgatunki:
- Pericorus piliger leiopes Teocchi, 1997
- Pericorus  piliger piliger Kolbe, 1894

## Zasięg występowania
Gatunek ten występuje w Tanzanii.